# Casal Borsetti
Casal Borsetti è una frazione del comune di Ravenna, situata sul litorale, 15 km a Nord della città. È il lido romagnolo più settentrionale, oltre il quale c'è il fiume Reno. Gli abitanti nella stagione invernale sono circa 800, mentre nella stagione estiva la cittadina si popola nei numerosi appartamenti affittabili e nell'area camper.

## Storia
Al tempo dell'unità d'Italia c'erano poche tracce di urbanizzazione e nessuno stabilimento balneare. L'unico edificio di una certa importanza era la postazione doganale che serviva da ristoro alle pattuglie sul litorale, denominato "Casello speranza governativo".
Nella seconda metà del secolo XIX ottenne il posto di guardiano Giovanni Borsetti, originario di Goro, nato nel 1828. Sottobrigadiere doganale, Borsetti era impegnato come sentinella contro i contrabbandieri, ma non disdegnava di svolgere alcuni lavori manuali. Alla sua attività principale affiancò presto quella di ciabattino, giacché nella zona mancava una persona che riparasse calzature e stivali. Raggiunta l'età della pensione, Borsetti non ritornò al borgo natio, ma rimase nel posto, dov'era ormai un personaggio noto e stimato, sia dai pescatori che dagli abitanti della zona. Morì nel 1906.
Nel 1917 l'amministrazione comunale di Ravenna decise di intitolare l'aggregato di case che si stava formando attorno al suo luogo di lavoro Casal Borsetti. Nel primo dopoguerra il paese crebbe ulteriormente e cominciò ad ospitare reduci di guerra rimasti senza tetto, braccianti e persone in cerca di un lavoro da tutta la Bassa Romagna. Un piccolo porto, rifugio per le barche, era già stato costruito negli anni passati.
Nel secondo dopoguerra furono realizzate le prime strade asfaltate per collegare Casal Borsetti con i centri più vicini. In primo luogo fu costruita una strada di collegamento con Porto Corsini (fino ad allora c'era soltanto uno stradello che tagliava la pineta da nord a sud). La strada fu inaugurata nel 1956 e servì anche da collegamento con la nascente Marina Romea. 
Le vie di comunicazione fecero da volano per il decollo di Casal Borsetti come località balneare. Da allora il turismo è la prima attività economica della località.

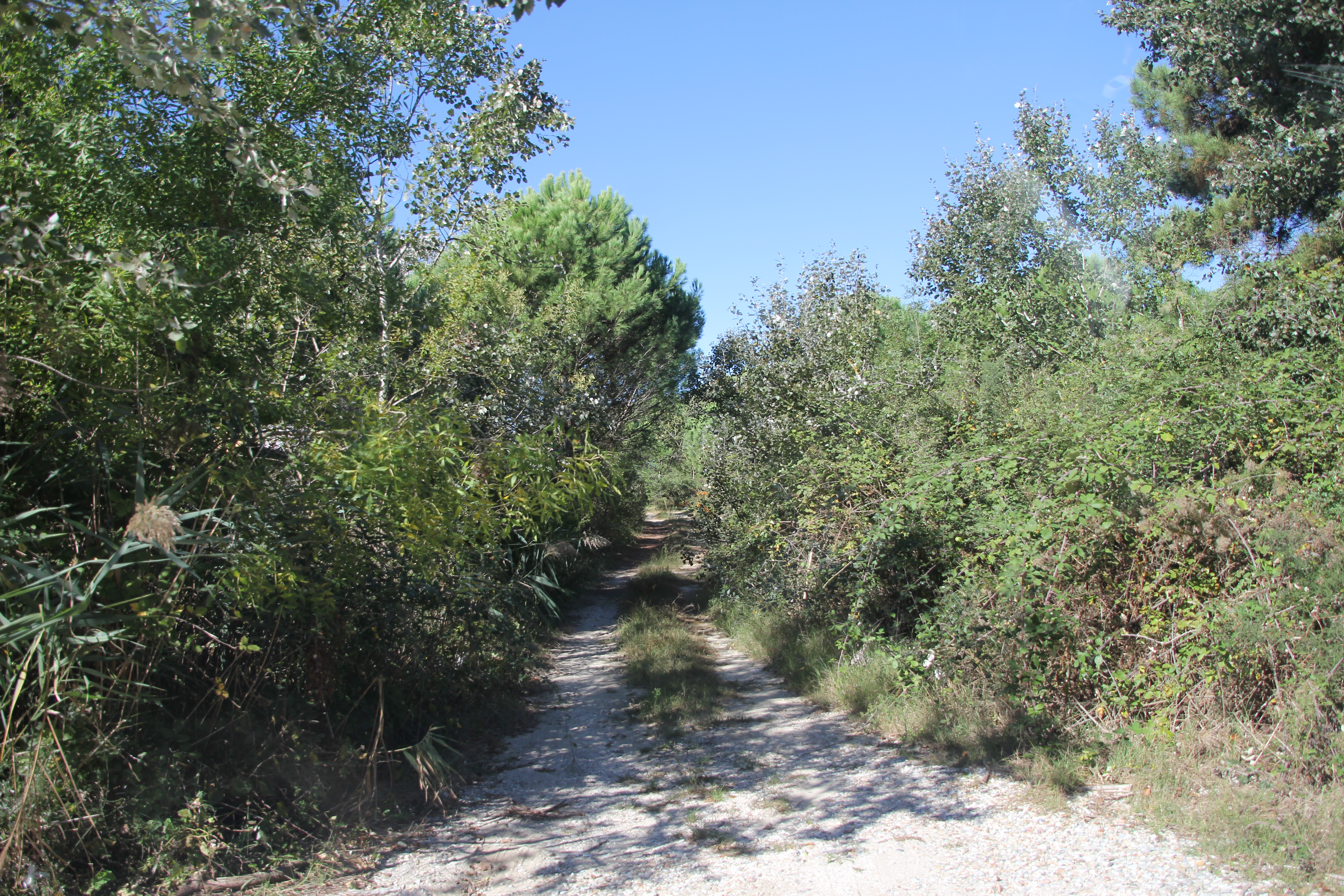
Un ingresso all'area protetta della pineta

## Eventi e manifestazioni
- Festa del patrono San Lorenzo (10 agosto), nata nel 1929: gara di castelli di sabbia, sposalizio del mare, palo della cuccagna (con caduta nelle acque del Canale in Destra Reno), musica in piazza Marradi con mercatini e cibo da strada.